# WR 102
WR 102 är en ensam stjärna i den mellersta  delen av stjärnbilden Skytten. Den har en skenbar magnitud av ca 14,10 och kräver ett kraftfullt teleskop för att kunna observeras. Baserat på uppmätt parallax enligt Gaia Data Realease 3 beräknas den befinna sig på ett avstånd av ca 9 500 ljusår (ca 2 900 parsec) från solen. Den är en Wolf–Rayet-stjärna och en extremt sällsynt stjärna i WO-syreserien. Den är en ljusstark och mycket het, högt utvecklad stjärna och nära att explodera som en supernova.

## Observation

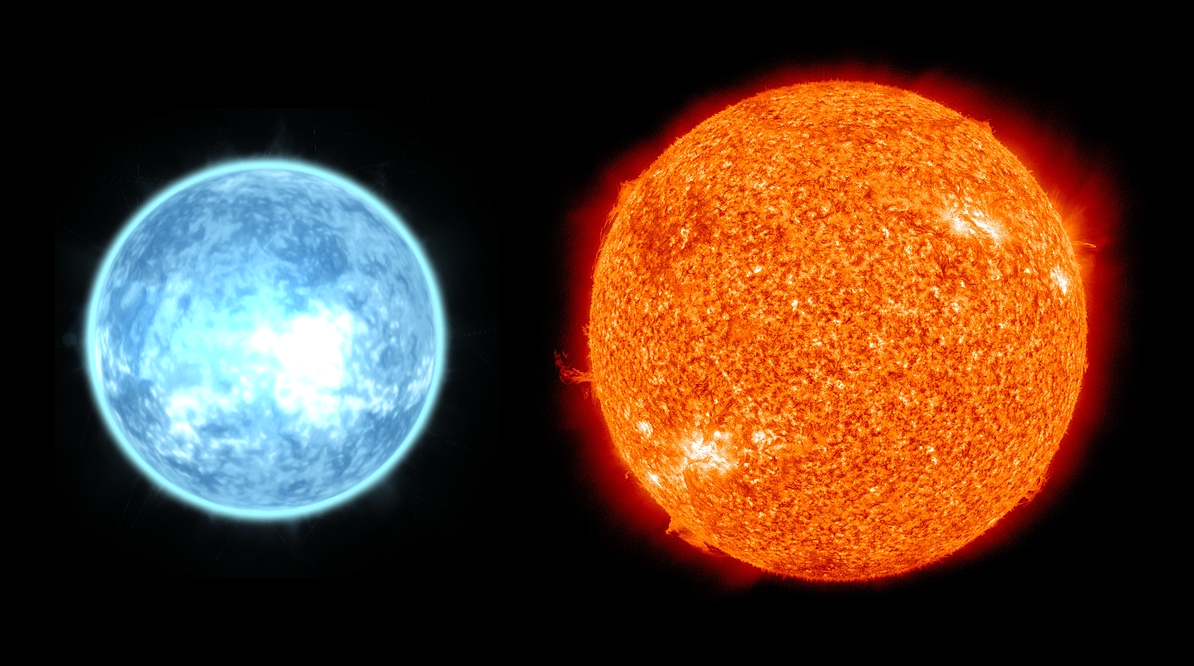
WR 102:s storlek jämfört med solen.

WR 102 nämndes först som den möjliga optiska motsvarigheten till en säregen röntgenkälla GX 3+1. Det blev dock tydligt att det var ett separat objekt och 1971 framhölls den som en ljusstark stjärna med ovanliga OVI-emissionslinjer i dess spektrum. Den klassificerades som en WC-stjärna, en ovanlig sådan på grund av de starkt joniserade emissionslinjerna, och inte centralstjärnan i en planetarisk nebulosa. Den sågs variera i ljusstyrka och fick variabelbeteckningen V3893 Sagittarii i den 62:a namnlistan över variabla stjärnor.
Svag nebulositet upptäcktes 1981 kring WR 102 och identifierades som en vindblåst bubbla. År 1982 användes en uppsättning av fem lysande stjärnor med starkt joniserade syreemissionslinjer, inklusive WR 102, för att definiera WO-klassen av Wolf–Rayet-stjärnor. De identifierades som högt utvecklade massiva stjärnor.

## Egenskaper

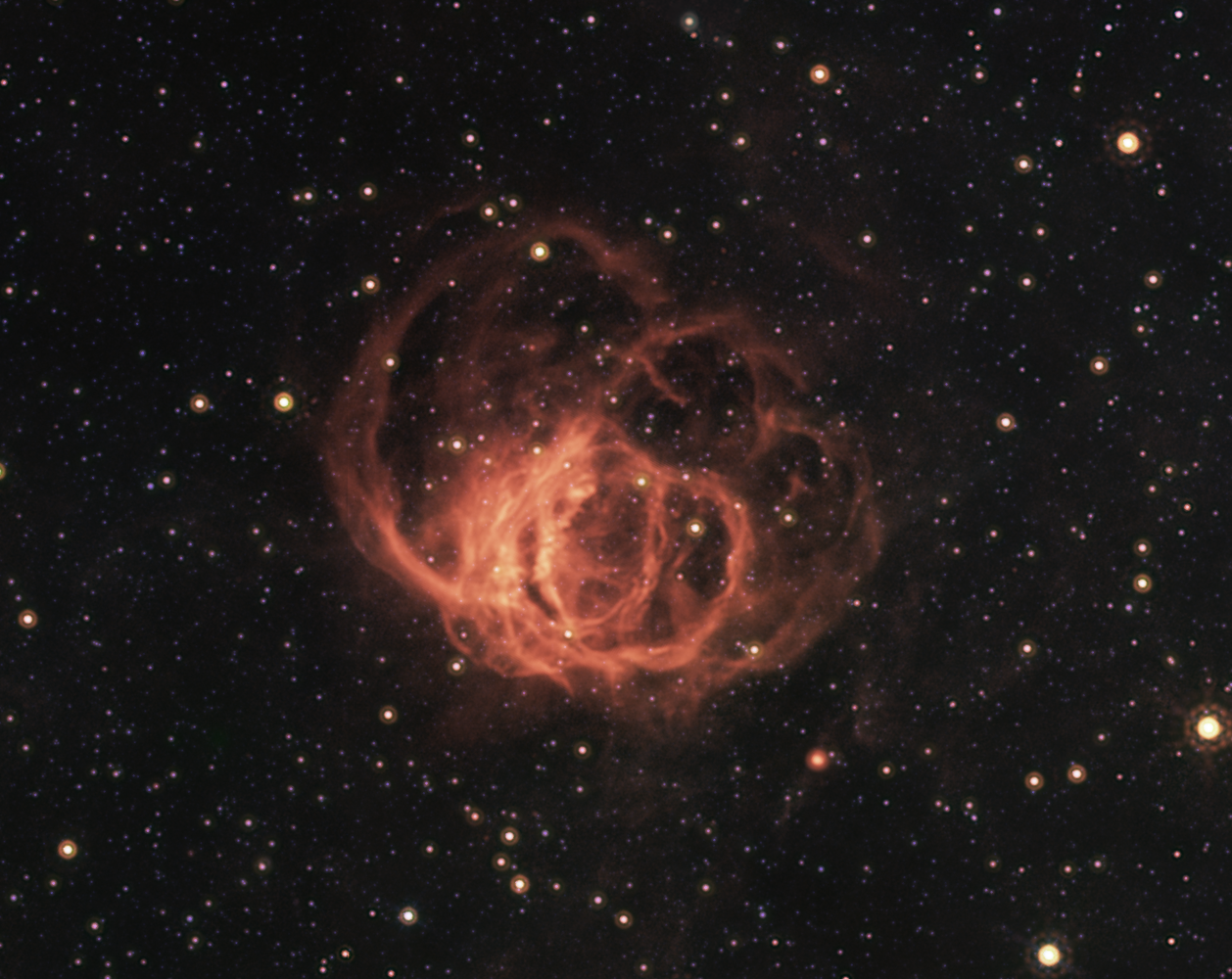
Infraröd bild av nebulositet kring WR 102 (WISE)

WR 102, av spektralklass WO2, är en av de mycket få kända Wolf-Rayet-stjärnorna i syresekvensen, bara fyra i Vintergatan och nio i yttre galaxer. Den är också en av de hetaste kända, med en yttemperatur som uppskattas till 210 000 K. Modellering av atmosfären ger en ljusstyrka runt 95 500 gånger solens, medan beräkningar från ljusstyrka och avstånd ger en ljusstyrka på 380 000 gånger solens (om man antar en temperatur på cirka 200 000 K) med ett avstånd på 2 900 ± 200 parsec. WR 102 bildades troligen från OB-föreningen Sagittarius OB5. Den är en mycket liten tät stjärna, med en radie runt 0,52 solradie och en massa på 16,1 solmassor.
Mycket starka stjärnvindar med en sluthastighet på 5 000 kilometer per sekund gör att WR 102 tappar 10−5 solmassa/år. Som jämförelse förlorar solen (2-3) x 10−14 solmassa per år på grund av dess solvind, flera hundra miljoner gånger mindre än WR 102. Dessa vindar och den starka ultravioletta strålningen från den heta stjärnan har komprimerat och joniserat omgivande interstellärt material till en komplex serie av bågar som beskrivs som bubbeltypen av Wolf-Rayet-nebulosan.

## Utvecklingsstatus
WO-stjärnor är det sista utvecklingsstadiet av de mest massiva stjärnorna innan de exploderar som supernova. Det är mycket troligt att WR 102 är inne på dess sista stadier av kärnfusion, nära eller bortom slutet av heliumfusionen.
Det har beräknats att WR 102 kommer att explodera som en supernova inom 1 500 år. Hög massa och snabb rotation skulle göra en gammastrålning (GRB) möjlig, men det är oklart om WR 102 roterar snabbt. Man trodde tidigare att den projicerade rotationshastigheten inom stjärnvinden kunde vara så snabb som 1 000 km/s men spektropolarimetriska observationer verkar tyda på att om WR 102 roterar så är det med mycket lägre hastighet.